# Hofdruckerei Sofia
Die Hofdruckerei Sofia (bulgarisch Придворна печатница), später Staatsdruckerei Sofia wurde 1879 von den Brüdern Jiří Prošek und Theodor Prošek in der bulgarischen Hauptstadt Sofia gegründet. Beide stammten aus Tschechien und hatten sich in Sofia als Unternehmer niedergelassen. In Literaturangaben wird die Hofdruckerei Sofia manchmal auch als Hofdruck oder Hofbuchdruckerei Sofia zitiert.

## Geschichte
Die Druckerei der Brüder Prošek war die erste Druckerei in Sofia. Dort wurden alle Zeitungen für Sofia gedruckt, sowie die Zeitschrift der "Bulgarischen Literarischen Gesellschaft" (bulg. "Българско книжовно дружество"), der heutigen Bulgarische Akademie der Wissenschaften.
Bereits am 31. Mai 1880 hatte Ministerpräsident Petko Karawelow vorgeschlagen, im Budget 1881 erstmals einen Kredit für die Schaffung einer Staatsdruckerei in Sofia vorzusehen.
Die ersten Dampfmaschinen für den Betrieb der Hofdruckerei wurden im Herbst 1880 aus dem Ausland eingeführt. Da Sofia bis 1887 keinen Anschluss an die Eisenbahn hatte, wurden die Maschinen auf dem damals üblichen Weg nach Sofia transportiert: zuerst auf der Donau mit dem Dampfer bis zur bulgarischen Stadt Lom an der Donau und danach auf Ochsenkarren nach Sofia (162 km Luftlinie südlich von Sofia). Die Straße von Lom nach Sofia war nicht gepflastert, sie führte über das Balkangebirge und war im Herbst nur schwer passierbar.
Die Dampfmaschine in der ehemaligen Moschee war die erste Dampfmaschine in Bulgarien, sie hatte eine Leistung von 5 PS und trieb die drei Schnellpressen der Hofdruckerei an. Die Druckerei wurde offiziell am 25. (nach anderen Quellen am 15.) Januar 1881 eröffnet, in Anwesenheit von Fürst Alexander I. von Battenberg und seines gesamten Ministerrates. Die Druckerei begann mit 30 Angestellten und war 1912 bereits ein großer Staatsbetrieb mit über 500 Arbeitern.
Ursprünglich trug die Druckerei den Namen Druckerei der Brüder Prošek (bulg. Печатница на братия Прошекъ/Petschatniza na bratja Proschek), ab 1887 auch Volksdruckerei der Brüder  Prošek (bulg. Народна печатница на братия Прошекъ/Narodna petschatniza na bratja Proschek). Erst ab 1899 wurde sie als Hofdruckerei der Brüder Prošek (bulg. Придворна печатница Братия Прошекови/Pridworna patschatniza Bratja Proschekowi) bezeichnet.
Die Druckerei war die Hofdruckerei des Fürstenhofes im Fürstentum Bulgarien. Dort wurde auch die "Staatszeitung" (bulg. "Държавен вестник") seit ihrer ersten Ausgabe gedruckt, ebenso Formulare für den Fürstenhof, Ministerien und alle staatlichen Behörden. 
Jiří Prošeks Tochter Maria heiratete Iwan Kadela, der dann später als Leiter der Druckerei eingesetzt wurde.
Die Druckerei war anfangs im Gebäude der ehemaligen Großen Moschee von Sofia untergebracht, die Büros im Hauptgebäude, die Druckmaschinen in zwei provisorischen Nebengebäuden. Eines der Nebengebäude wurde an der Westfassade zur heutigen Lege-Straße errichtet, das andere auf der gegenüberliegenden Fassade zum Boulevard Knjaginja Clementine (heute Atanas Burow-Platz). Diese Gebäude existierten bis 1887. 
Danach bezog die Staatsdruckerei ihr eigenes neues Gebäude in der Straße "19. Februar" (bulg. улица 19 февруари), das 1882 bis 1883 vom Architekten Friedrich Schwanberg gebaut wurde, direkt am Alexander-Newski-Platz. Die Druckerei trug den Namen Staatliche Druckerei (bulg. Държавна печатница/Darschawna petschatniza). Bei der Bombardierung von Sofia 1943 wurde die Druckerei durch Feuer zerstört. Das Gebäude wurde 1981 durch den Architekten Nikola Nikolow (1924–1996) wiederaufgebaut, jedoch mit einigen Abweichungen vom Original, und beherbergt heute die Nationalgalerie für ausländische Kunst (bulg. Национална галерия за чуждестранно изкуство).
In die nun freiwerdende ehemalige Große Moschee von Sofia zog das Theater ein. Seit 1892 beherbergte das Gebäude dann das Nationale Archäologische Museum.
Ab dem 15. September 1905 wurde hier unter anderem die Zeitschrift „Demokrat“, das Organ der Radikaldemokratischen Partei gedruckt.
Lewa-Banknoten wurden nicht in der Hofdruckerei gedruckt. 1885 wurde das Gesetz über die Reform der Bulgarischen Staatsbank erlassen, das neben den bisher bereits verwendeten Münzen auch den Druck von Banknoten verfügte. Diese ließ Bulgarien jedoch im Ausland drucken. 
Das neue Druckereigebäude unmittelbar nordwestlich der Alexander-Newski-Kathedrale war riesig groß. Das Gebäude war gerade erst errichtet worden, als 1896 das Wassil-Lewski-Denkmal in unmittelbarer Nähe eingeweiht wurde.
Unter der kommunistischen Herrschaft ab 1944 war ab 1954 das Polygrafische Kombinat „Dimitar Blagoew“ (bulg. Полиграфически комбинат „Димитър Благоев“/Poligrafitscheski Kombinat „Dimitar Blagoew“) in der Zarigradsko schose 47 (damals Boulevard Lenin) die Staatsdruckerei der Volksrepublik Bulgarien.

## Banknotendruck
In Ermangelung einer eigenen Währung wurden die ersten Staatsbudgets des Fürstentums Bulgarien von 1879 bis 1880 noch in Französischen Franc aufgestellt. Der erste Staatshaushalt von 1879 belief sich auf 153.980 Schweizer Franken, 52.885 davon für die Stadtbeleuchtung. 
Davor, als Bulgarien noch zum Osmanischen Reich gehörte, waren Goldmünzen (Sultani = Altun) und Silbermünzen (Asper, Akçe; später auch Kuruş und Para) offizielles Zahlungsmittel, auch zahlreiche ausländische Münzen waren im Osmanischen Reich im Umlauf. 
Am 4. Juni 1880 wurde das Münzgesetz im Fürstentum Bulgarien verabschiedet und der Lew mit der Untereinheit Stotinki als Währungseinheit geschaffen. Anfangs wurden nur Münzen geprägt. Die ersten Lewa-Banknoten nach der Befreiung Bulgariens wurden 1885 in Russland gedruckt und jede einzelne eigenhändig vom damaligen Vorsitzenden der Bulgarischen Staatsbank und vom Kassierer der Bulgarischen Staatsbank unterschrieben. Später wurden die Banknoten in Deutschland und Großbritannien gedruckt. 
Die Banknoten von 1922 (nach anderen Quellen 1924) wurden dann in den USA gedruckt, obwohl das Angebot das teuerste war. Es bot angeblich das Papier mit der besten Qualität und die beste Druckfarbe. Diese Banknoten wurden im Volksmund Amerikanka (Amerikanerin) genannt. Ab 1924 wurden erstmals auch in Bulgarien in der Staatsdruckerei Lewa-Banknoten gedruckt. Unter der Herrschaft der Kommunisten (1944 bis 1989) wurden die Lewa-Banknoten in der Sowjetunion gedruckt. Seit der Eröffnung der Druckerei der Bulgarischen Staatsbank 1997 werden die Lewa-Banknoten wieder in Bulgarien gedruckt.